# Natuurpark Es Trenc-Salobrar de Campos

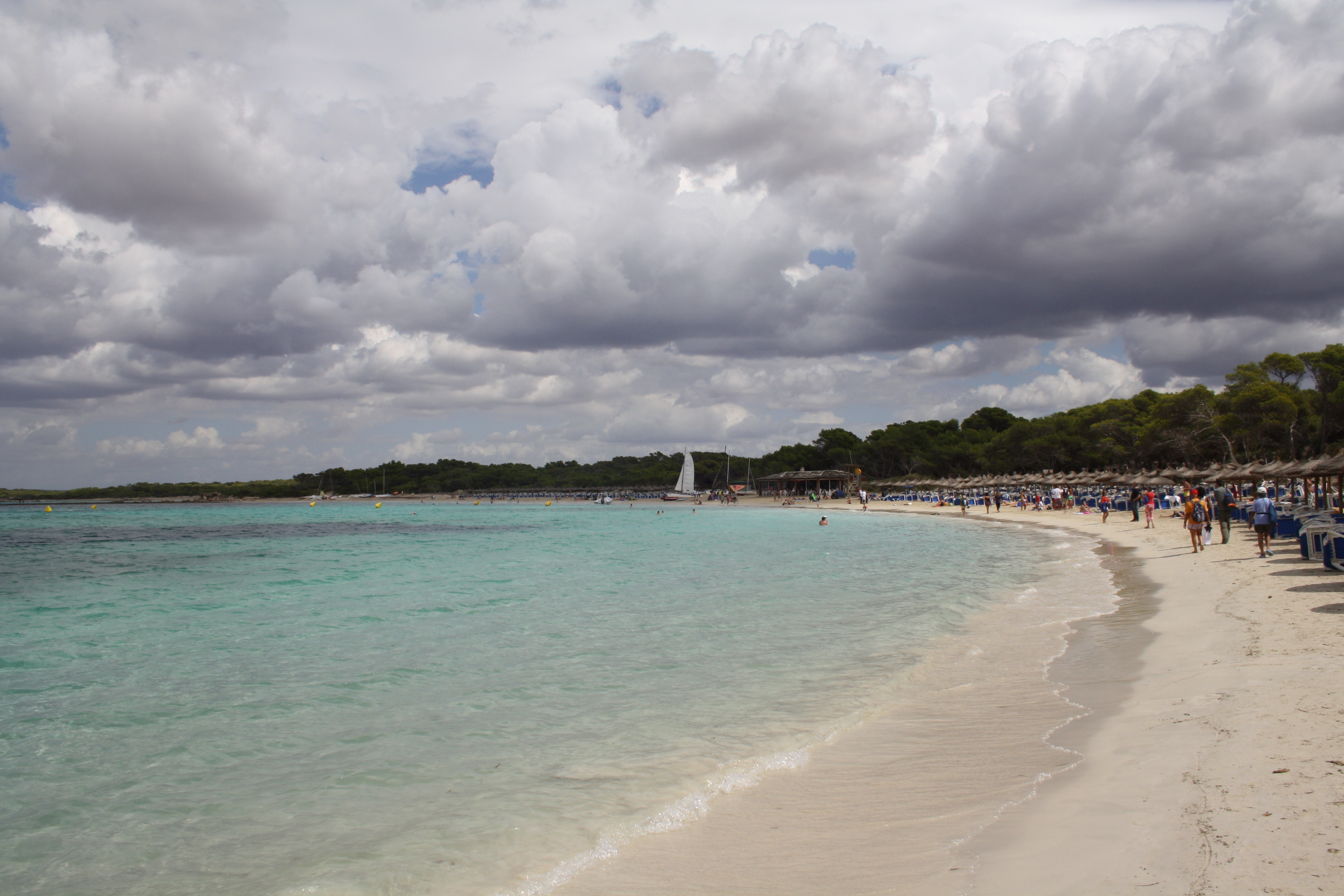

Het Natuurpark Es Trenc-Salobrar de Campos (Catalaans: Parc Natural Maritimoterrestre d'Es Trenc-Salobrar de Campos/ Spaans: Parque natural maritímo-terrestre de Es Trench-Salobrar de Campos) is een natuurpark op Mallorca (Balearen) in Spanje. Het natuurpark werd opgericht in 2017 en is 3768,26 hectare groot. Het park omvat stranden, bossen.